# Sayonara (album)
Pour les articles homonymes, voir Sayonara.
Albums de MMZ
N'Da
(2017)
Singles
1. Zizou
Sortie : 29 novembre 2018
2. Valar Morghulis
Sortie : 21 février 2019
3. Patrona
Sortie : 29 mars 2019
4. Manolo
Sortie : 4 mai 2019
5. Capuché dans le club
Sortie : 9 août 2019

Sayonara est le troisième album studio du groupe de rap MMZ, sorti le 19 avril 2019.

## Pistes
| No  | Titre                    | Durée |
| --- | ------------------------ | ----- |
| 1.  | Valar morghulis          | 3:39  |
| 2.  | Manolo                   | 3:32  |
| 3.  | Signal                   | 3:55  |
| 4.  | Donne-moi ton cœur       | 3:54  |
| 5.  | Patrona                  | 2:56  |
| 6.  | Koka                     | 3:38  |
| 7.  | Peace                    | 2:47  |
| 8.  | John Gotti               | 3:24  |
| 9.  | Nicky Larson (feat. Jet) | 3:36  |
| 10. | Sur la lune              | 3:05  |
| 11. | Benef                    | 3:34  |
| 12. | Gang Gang                | 4:13  |
| 13. | Pour la vie              | 2:51  |
| 14. | Capuché dans le club     | 4:10  |
| 15. | Zen                      | 4:01  |
| 16. | Zizou                    | 5:03  |
| 17. | Ciaonara                 | 3:59  |

## Classements
| Classement (2018)            | Meilleure position |
| ---------------------------- | ------------------ |
| Belgique (Wallonie Ultratop) | 32                 |
| France (SNEP)                | 20                 |